# قائمة أعمال كوثر رمزي
لكوثر رمزي 108 فيلمًا، كما مثلت 133 مسلسلاً تلفزيونيُا، بالإضافة لعدة أخرى متنوعة. وهذه قائمة بأغلب أعمال كوثر رمزي مرتبة حسب السنة:
(يرجى ملاحظة أن بعض الأعمال غير متفق على سنة عرضها، والترجيح هنا لمعلومات موقع IMDb إذا توفرت، ثم للمعلومات الخاصة بإصدار الدي في دي للفيلم)

## أفلام
| - الحاسة السابعة:2005 - كيمو وأنتيمو:2004 - أمير الظلام:2002-موظفة في الدار - أسرار البنات:2001 - الرجل الأبيض المتوسط:2001-ام العريس - زنقة الستات:2000 - وحياة قلبي وأفراحه:2000 - الواد محروس بتاع الوزير:1999-زينات - ولا في النية أبقى:1999 - كلام الليل:1999 - مجرم مع مرتبة الشرف:1998-المدرسة في الاتوبيس - امرأة وخمسة رجال:1997-هنية - حنحب ونقب:1997-ام نيفين - يا دنيا يا غرامي:1996 - المطربون في الأرض:1996 - بخيت وعديلة 2: الجردل والكنكة: 1996 - في الصيف الحب جنون:1995 - بخيت وعديله:1995-زوجة صندوق - سارق الفرح:1995-ام عوض - طيور الظلام:1995-أم فتحي - ونسيت أني امرأة:1994 - كارت أحمر:1994-ام حسن - مصيدة الذئاب:1994 - لعبة القتل:1994 - درب العوالم:1994-شغاله في فرقة العالمه جليلة - لولاكي:1993 - غبي ع الزيرو:1993 - الشطار:1993-الدادة | - لعبة الإنتقام:1992-الدادة حكمت - شياطين الشرطة:1992-فردوس - أزواج في ورطة:1992 - دكتوراه مع مرتبة الشرف:1992 - مهمة في تل ابيب:1992 - الشيطان يقدم حلا:1991 - بنت مشاغبة جداً:1991 - أبو كرتونة:1991-ام سناء السكرتيره - لحظة خطر:1991-أم ليالي - الطعنة الأخيرة:1991-هنيه الدايه والدة احمد - قانون إيكا:1991-ام ساميه - ليلة عسل:1990 - الشيطانة:1990-هنيه - لن اعيش في حلمك:1990 - المولد:1989-زوجة علي الاعرج - امرأة مع الشيطان:1989 - الفتى الشرير:1989 - الإرهاب:1989 - صاحب العمارة:1988-الخالة - عندما يتكلم الصمت:1988-الممرضه - ملف سامية شعراوي:1988 - عندما تشرق الأحزان:1987 - يوميات امرأة عصرية:1987-الحامل ام البنات - ويبقى الحب:1987 - صاحب الصورة:1987 - لا تدمرني معك:1986-ام بشرى - الوزير جاي:1986-ست مزورة | - سري للغاية:1986 - منزل العائلة المسمومة:1986 - البريء والمشنقة:1986-نوال فوزي سليمان اخت جلال - عصر الذئاب:1986 - الاتحاد النسائي:1984 - العايقة والدريسة:1984 - أنا مش حرامية:1983-سجينة - آدم يعود للجنة:1982 - زيارة سرية:1981 - استقالة عالمة ذرة:1980-سعاد - آسفة أرفض الطلاق:1980 - كلهم في النار:1978 - الحب في طريق مسدود:1977 - نساء الليل:1973-فتاة ليل - السلم الخلفي:1973-فردوس - أزمة سكن:1972-سيده - موسيقى وجاسوسية وحب:1971 - مهمة صحفية:1971 - 3 وجوه للحب:1969 - حواء على الطريق:1968 - الوديعة:1965-شلبيه - أغلى من حياتي:1965 - نهر الحياة:1964 - لو كنت رجلاً:1964 - بنت الحتة:1964 - أيام زمان:1963 - المصيدة:1963 | - حيرة وشباب:1962 - صراع الأبطال:1962 - هذا الرجل أحبه:1962-زينب - دنيا البنات:1962-سكينة دسوقي - الحقيبة السوداء:1962-الزوجة في القطار - سلوى في مهب الريح:1962 - لماذا أعيش:1961 - عمالقة البحار:1960 - حب وحرمان:1960-الخادمة بطه - لقمة العيش:1960-كوثر خطيبة فتحي - سمراء سيناء:1959 - الله أكبر:1959 - سجن العذارى:1959 - عاشت للحب:1959 - هدى:1959 - المليونير الفقير:1959 - عودة الحياة:1959-انصاف - دعاء الكروان:1959-خادمة المهندس - بين الأطلال:1959 - من أجل امرأة:1959-سكرتيرة مراد - خالد بن الوليد:1958 - حب من نار:1958-شربات - حياة غانية:1957 - لن أبكى أبداً:1957-ابنه مرسي - نداء الحب:1956-إلهام - مظاهر كدابة - خبطة صحفية-أم رضوى |

## مسلسلات
| - الصندوق الأسود:2015 - الوالدة باشا:2013 - حاميها وحراميها:2013-نزيلة دار المسنين - البيت:2013 - الصفعة:2012 - بفعل فاعل:2012 - كيد النسا:2011 - شريف ونص (ج2):2010 - دموع في نهر الحب:2009 - المصراوية (ج2):2009 - إن غاب القط:2009 - حكايات البنات:2009 - أبو ضحكة جنان:2009 - جنة ونار:2009 - الهاربة (ج1):2008 - قمر:2008 - حكايات المدندش:2007 - أزهار:2007 - حاسبوا منه:2007 - عقدة ماما عزيزة:2007 - الدنيا ريشة في هوا:2006 - القاهرة 2000:2006 - حارة العوانس:2006 - سوق الخضار:2006 - لا أحد ينام في الإسكندرية:2006 - المطعم شي توتو:2006 - الست أصيلة:2005 - حدث في الهرم:2004 - لقاء ع الهوا:2004 - حلم الغلبان:2004 - الليل وآخره:2003 - غدا يوم اخر:2003 - قمر سبتمبر:2003 - إنسى اللي فات يا فرحات:2002 | - أمر ازالة:2002 - اجري ..اجري ..اجري:2002 - رجل في زمن العولمة (ج1):2002-ام ليلي - العصيان (ج1):2002 - العطار والسبع بنات:2002 - طيور الشمس:2002 - صنايع صنايع:2002 - حرس سلاح:2002 - يحيا العدل:2002 - إحنا نروح القسم:2001 - حارة الطبلاوي:2001 - تلال الغضب:2001 - البيضاء:2001 - قط وفار فايف ستار:2000 - نساء في الغربة:2000 - المحاربون:2000 - مذكرات ضرة:1999 - حلم العمر كله:1999 - ع الحلوه والمره:1999 - المسداوية:1998 - أم العروسة:1998 - سنوات الشقاء والحب:1998 - سقوط الأقنعة:1998 - الوجه الآخر للقمر:1998 - لعبة وقلبت بجد:1998 - عائلة الديناصورات:1998 - حب تحت الحراسة:1998 - القنفد:1997 - حكايات مستر أيوب ومسز عنايات:1996-زميلة أيوب في العمل - أبو العلا 90:1996-أسماء - أحلام كو:1996-ثريا - الشباب يعود يوما:1995 - صباح الورد:1995 | - ساكن قصادي (ج1):1995 - أولاد الأصول:1995 - السقوط في بئر سبع:1994-بهيجة - كوبري الأحلام:1994 - قلبي ليس في جيبي:1994 - العائلة:1994 - يوميات ونيس (ج1، 3):1994، 1996-فرنسا - غاضبون وغاضبات:1993 - سور مجرى العيون:1993 - أبرياء في المصيدة:1993 - الوعد الحق:1993-خادمة هند عتبة - زمن الحلم الضائع:1992 - ألف ليلة وليلة:1992 - البريمو:1991 - اللعبة المجنونة:1991 - الوسية:1990 - البحث عن فرصة:1990 - مخلوق اسمه المرأة:1990 - رأفت الهجان (ج2):1990 - اليقين:1990 - احلام في الهوا:1990 - الكهف و الوهم والحب:1989 - مولود في الوقت الضائع:1988 - ألف ليلة وليلة: بدر باسم وجوهرة بنت السمندل:1988 - البيت الكبير:1988 - برج الأكابر:1987 - سنبل بعد المليون:1987 - ليالي الحلمية (ج1):1987-بهيجة - زهور من نور:1986 - الحب وأشياء أخرى:1986 - الأفيال:1986 - زهرة من بستان:1985 - حكايات هو و هي:1985 | - دعوني أعيش:1984 - أجمل الزهور:1984 - ألف ليلة وليلة:1984 - البركان:1984-أم عليوة - صاحب الجلالة الحب:1983 - الإنسان والمجهول:1982-فوزية - أنف وثلاث عيون:1980-الخالة - عيون:1980-الشغالة رقية - ابتسامة بين الدموع:1980 - أبنائي الأعزاء..شكراً:1979 - الوليمة:1979 - زيارة ودية:1979 - الباحثة:1979 - أحلام الفتى الطائر:1978 - عالم غريب:1978 - الغربة:1977-علية - مارد الجبل:1977-عدالات - هروب:1976 - الحائرة:1972 - العصابة:1970 - سيداتي آنساتي:1970 - الرحيل:1967 - الظلال - الحل الوحيد - لا شئ يهم - محامي كعب داير - الخلاص - امرأة في دوامة - رفقا ايها الابناء - بعد العاصفة - ناس وناس (ج2) - لن نبكي من اجلهم - نهاية القصة |

| - عش العصفور:2001 - يا فرحه ما تمت:2000 - الحب نصيب ... الجواز قسمة:1995-ام نهى - أيوب:1989-زهيرة - الدرس - قيد لا ينكسر - لا وقت للضياع - ألوان من الحب - فتش عن الرجل - وحوش أليفة-زوجة الفراش - عاشق المال - أمهات لم يلدن أبداً - ابنتي والأيام - أحلام الناس الغلابة - جالك كلامي - كان ولم يزل-أنيسه | - رد قرضي:1999-أم طلبة - الزعيم:1994-سفيرة دولة كوناكان - عفواً زوجتي العزيزة:1990 - عريس في اجازة:1966 - الزوج العاشر:1964 - كل الرجالة كده:1964-عشيقة عباس المحامي - الحب لما يفرقع:1962-العروسه - الايدي الناعمة:1962 - حماتي في التلفزيون:1960 - عايز أحب:1958 - الزمبليطه في الصالون - حب وفلوس وجواز - ليلة زواج فضة | - ما وراء القناع:1995 - حياتي:1988 - فوازير المناسبات:1988 - فطوطة:1983 - وحوي يا وحوي:1969 - شخصيات تبحث عن مؤلف:1961 - قصة شتاء - بسطاويسي مسافر ليه - الأزواج الثلاثة-الشغالة سعدية - الطاقية الشبيكة - إفلاس خاطبة - فوازير ثلاثي أضواء المسرح - تاكسي |